# Arahidonska kiselina
Arahidonska kiselina (AA, ARA) je polinezasićena omega-6 masna kiselina 20:4(ω-6). Ona je pandan zasićene arahidinske kiseline nađene u ulju kikirikija (L. arachis).

## Hemija
Po hemijskoj strukturi, arahidonska kiselina je karboksilna kiselina sa 20-ugljenika dugim lancom i sa četiri cis-dvostruke veze. Prva dvostruka veza je locirana šest ugljenika od omega kraja. Neki hemijski izvori definišu arahidonsku kiselinu kao svaku eikozatetraenoinsku kiselinu. Međutim, skoro svi biološki, medicinski i nutricioni tekstovi ograničavaju ovaj termin na sve-cis-5,8,11,14-eikozatetraenoisku kiselinu.

## Biologija
Arahidonska kiselina je polinezasićena masna kiselina koja je prisutna u fosfolipidima (posebno u fosfatidiletanolaminima, fosfatidilholinima i fosfatidilinozitolima) membrana telesnih ćelija, i koje ima u izobilju u mozgu, mišićima, i jetri.
Osim što učestvuje u ćelijskoj signalizaciji kao lipidni sekundarni glasnik koji reguliše signalne enzime, kao što je -γ, PLC-δ i -α, -β i -γ izoforme, arahidonska kiselina je ključni inflamatorni intermedijar.

## Esencijalna masna kiselina
Arahidonska kiselina nije esencijalna masna kiselina. Međutim ona postaje esencijalna ako je linoleinska kiselina deficitarna, ili ako telo ne može da konvertuje linoleinsku kiselinu. Neki sisari nemaju, ili imaju veoma ograničenu, sposobnost konvertovanja linoleinske kiseline u arahidonsku kiselinu, tako da je ona za njih esencijalni deo hrane. Pošto biljke stvaraju malo, ili ne stvaraju, arahidonsku kiselinu, takve životinje su mandatorni mesožderi; mačka je primer takvog sisara. Komercijalni izvori arahidonske kiseline su razvijeni iz gljive Mortierella alpina.

## Sinteza i kaskada
Arahidonsku kiselinu odvaja od fosfolipidnog molekula enzim fosfolipaza A2 (PLA2). Ona se takođe može generisati iz -a dejstvom diacilglicerol lipaze.
Arahidonska kiselina za signalne svrhe se formira dejstvom fosfatidilholin-specifične citosolne fosfolipaze A2 (cPLA2, 85 kDa), dok se inflamatorna arahidonska kiselina generiše posredstvom sekretorne PLA2 niske molekulske težine (sPLA2, 14-18 kDa).
Arahidonska kiselina je prekurzor u produkciji eikozanoida:
- Enzimi ciklooksigenaza i peroksidaza proizvode prostaglandin H2, koji se zatim koristi za formiranje prostaglandina, prostaciklina, i tromboksana.
- Enzim 5-lipoksigenaza formira 5-HPETE, iz koga zatim nastaju leukotrieni.
- Arahidonska kiselina se takođe koristi u biosintezi anandamida.
- Deo arahidonske kiseline se konvertuje u hidroksieikozatetraenoiske kiseline (HETE) i epoksieikosatrienoinske kiseline (EET) dejstvom epoksigenaze.[10]

Proizvodnja tih derivata i njihovo dejstvo u telu je kolektivno poznato kao kaskada arahidonske kiseline.

### 2aktivacija
2 se aktivira vezivanjem liganda za jedan ili više receptora:
- 5- receptori[11]
- [11]
- receptor[11]
- INF-α receptor[11]
- INF-γ receptor[11]

Svaki agens koji povišava nivo intracelularnog kalcijuma može da uzrokuje aktiviranje nekog PLA2 oblika.

### aktivacija
Alternativno, arahidonska kiselina može da bude odvojena od fosfolipida dejstvom fosfolipaze C (PLC), pri tome nastaje diacilglicerol (DAG), koga naknadno razlaže DAG lipaza do arahidonske kiseline.
Među receptorima koji aktiviraju ovaj put su:
- A1 receptor[12]
- D2 receptor[12]
- α-2 adrenergički receptor[12]
- 5- receptor[12]

PLC isto tako može da bude aktiviran MAP kinazama. Aktivatori ovog puta su  i .

## Literatura
- Walter F., PhD. Boron (2003). Medical Physiology: A Cellular And Molecular Approaoch. Elsevier/Saunders. стр. 104. ISBN 978-1-4160-2328-9.
- Walter F., PhD. Boron (2003). Medical Physiology: A Cellular And Molecular Approaoch. Elsevier/Saunders. стр. 103. ISBN 978-1-4160-2328-9.

## Spoljašnje veze
- Arahidonska kiselina
- Arachidonic+Acid на 